# Villares de Jadraque
Villares de Jadraque es un municipio y localidad española de la provincia de Guadalajara, en la comunidad autónoma de Castilla-La Mancha. El término municipal tiene una población de 45 habitantes (INE 2024). 

## Historia
Hacia mediados del siglo XIX, el lugar tenía contabilizada una población de 130 habitantes. La localidad aparece descrita en el decimosexto volumen del Diccionario geográfico-estadístico-histórico de España y sus posesiones de Ultramar de Pascual Madoz de la siguiente manera:

VILLARES: l. con ayunt. en la prov. de Guadalajara (9 leg.), part. jud. de Atienza (3), aud. terr. de Madrid (19), c. g. de Castilla la Nueva, dióc. de Sigüenza (7). sit. en terreno pedregoso con clima frio: tiene 40 casas; la consistorial que sirve de cárcel; escuela de instruccion primaria; una igl. parr. (La Natividad de Ntra. Sra.) servida por un cura y un sacristan: confina el térm. con los de Gascueña, Robledo, Zarzuela y Bustares; dentro de él se encuentran una fuente y una ermita (la Soledad); el terreno bañado por el r. Barnoba y un arroyo que desagua en dicho r. , es quebrado, pizarroso y de mala calidad; hay un monte encinar y una deh. con la misma clase de arbolado. caminos: los locales en mal estado. correo: se recibe y despacha en Atienza y Cogolludo. prod.: centeno, patatas, legumbres, algunas frutas y pastos, con los que se mantiene ganado lanar y cabrio; hay caza menor, y pesca de truchas, anguilas, barbos y loinas. ind.: la agrígola y un molino harinero. pobl.: 40 vec.: 130 alm. cap. prod.: 1.084,000 rs. imp.: 54,200. contr.: 2,276.
(Madoz, 1850, p. 263)

## Demografía
Villares de Jadraque cuenta con una población de 45 habitantes (INE 2024).
| Gráfica de evolución demográfica de Villares de Jadraque entre 1842 y 2021                                          |
| |
| Población de derecho según los censos de población del INE Población de hecho según los censos de población del INE |

| 52            | 57 | 53 | 55 | 76 | 61 | 54 |
| (Fuente: INE) |    |    |    |    |    |    |

## Patrimonio

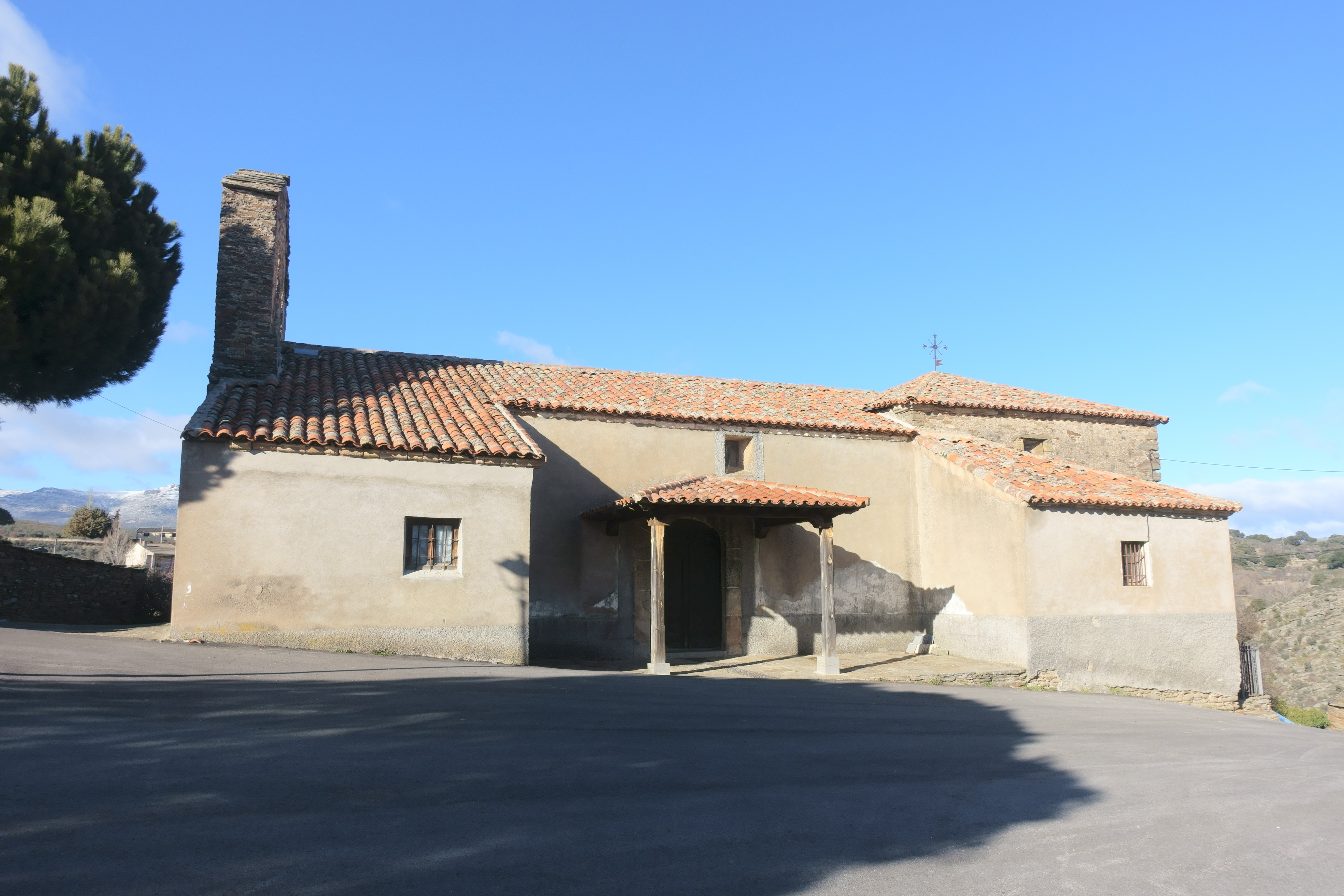
Iglesia de la Natividad de Nuestra Señora

En la localidad hay una iglesia parroquial bajo la advocación de la Natividad de Nuestra Señora.